# Фламбура Пиндулуи
„Фламбура Пиндулуи“ (на румънски: Flambura Pindului, в превод Пинско знаме) е арумънско месечно списание, издавано в Букурещ от март до юни 1929 година.
Подзаглавието е „национално културно списание“ (Revistă cultural – naţională). Издава се от Обществото на македонорумънските студенти и се печата в печатница „Датина Ромънеска“. В редакционния комитет влизат Георге Константин Ксифта (председател), Константин Тале и Менелау Мичибана (заместници). Публикува новини и политически статии, научни изследвания и чисто литературни текстове на румънски и арумънски език, както и илюстрации. В списанието пишат утвърдени румънски и арумънски автори като Николае Йорга, Георге Мурну, Чезар Петреску, Нуши Тулиу, Кушан Арая, Еманоил Папазису, Василе Диаманди, Николае Бацария.